# Lola Cars
Lola Cars Limited é uma construtora de carros de corrida fundada em 1958 por Eric Broadley com sede em Huntingdon, Reino Unido. A empresa atualmente é propriedade de Till Bechtolsheimer, que adquiriu a Lola em 2022. Seu slogan é: "World leaders in automotive technology" ou em português: "Líderes mundiais de tecnologia automotiva".

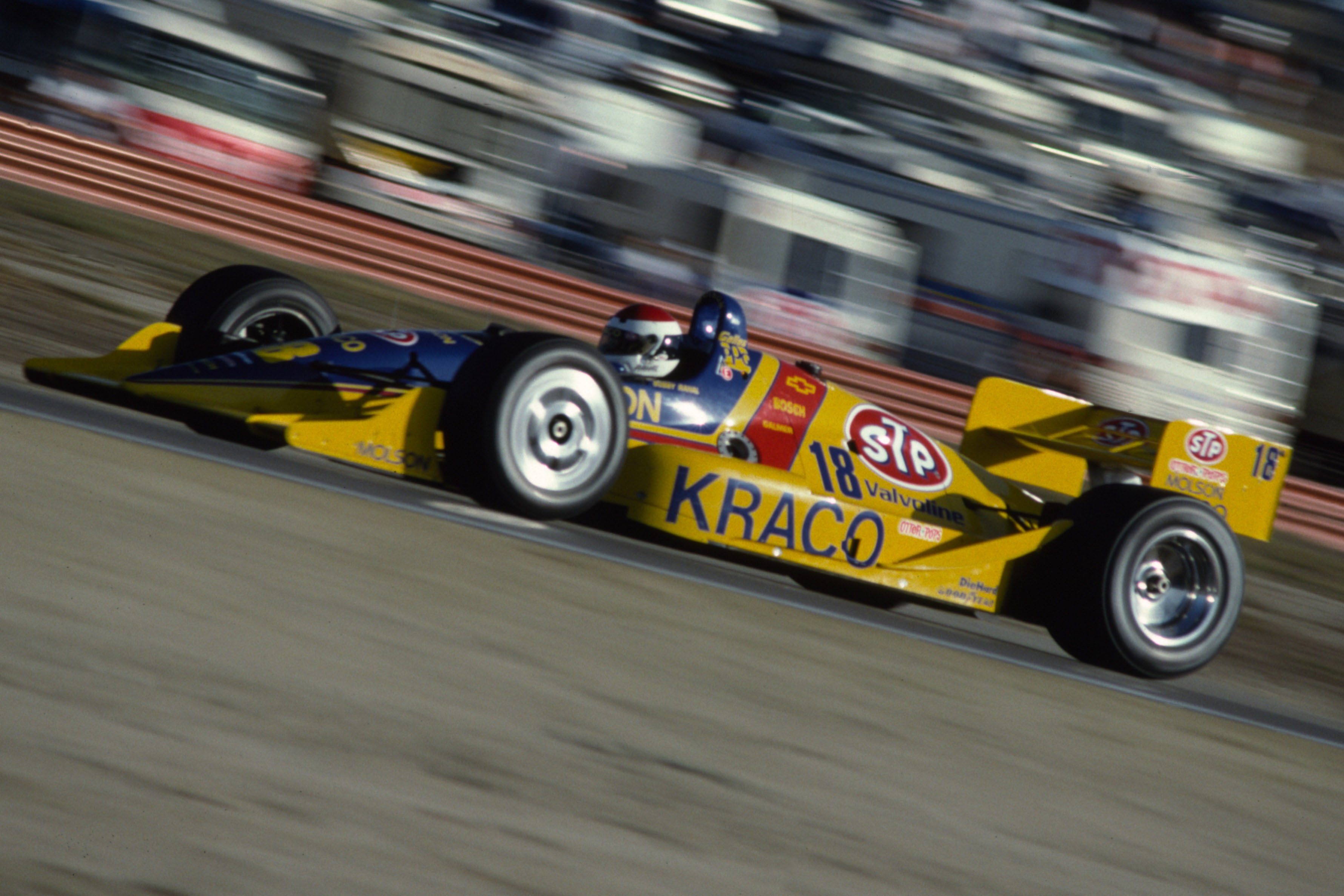
Carro da CART com chassi Lola em 1991.

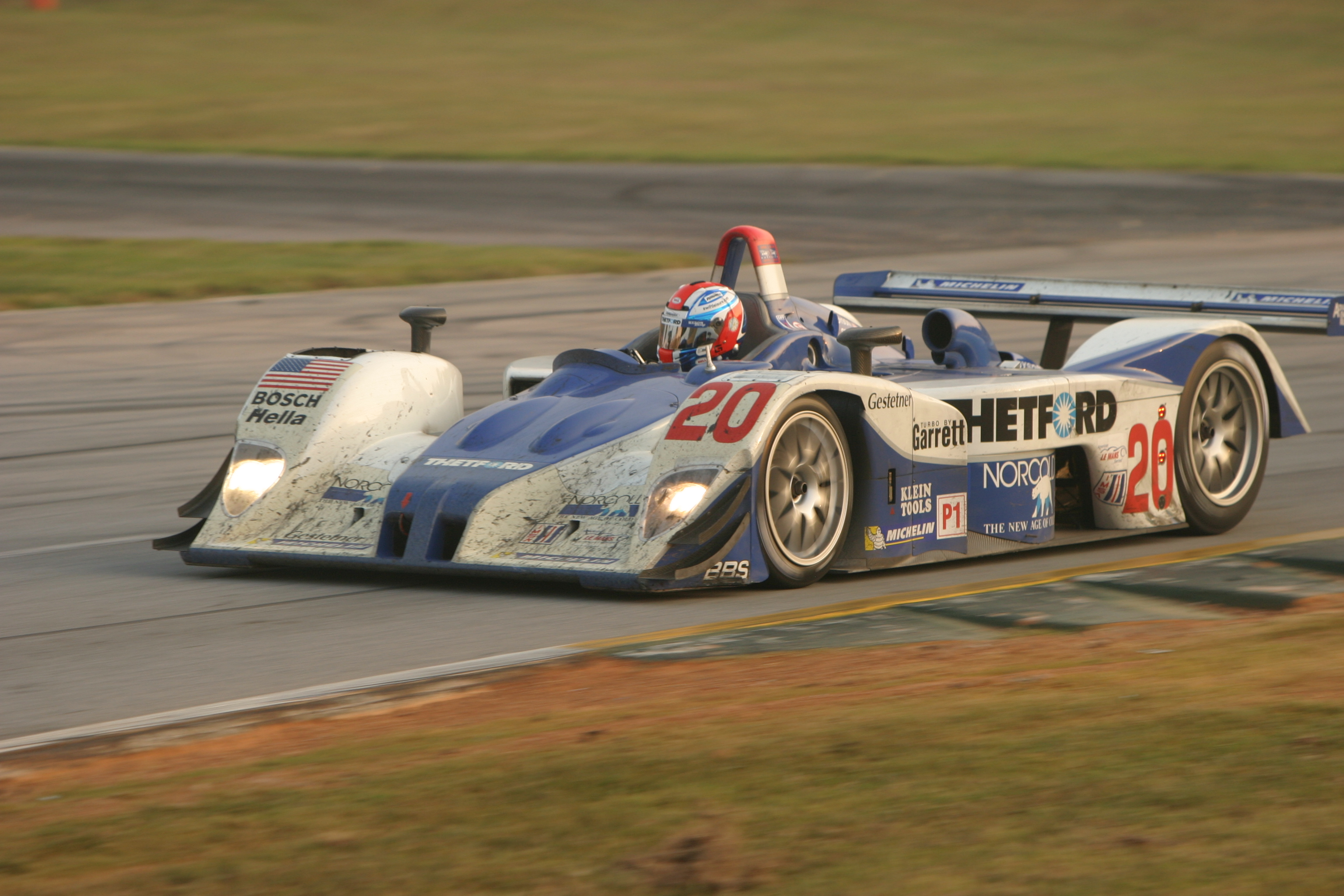
O Lola nº 20 EX257 LMP1, carro de corrida de 2005 Petit Le Mans em Road Atlanta

A Lola foi comprada por Martin Birrane em 1998 depois da fracassada MasterCard Lola feita para a Fórmula 1. A empresa anunciou que estava programando a construção de um carro e, que, sua entrada para a Fórmula 1 estava prevista para a temporada de 2010. Porém, o projeto da Lola implementado pelo então proprietário Birrane não se tornou realidade. A Lola declarou falência em 2012 e Birrane morreu anos depois, em 2018. Em 2022, após dez anos de inatividade, o empresário estadunidense, Till Bechtolsheimer, adquiriu a marca e a propriedade intelectual ligada à Lola dos herdeiros de Birrane. Com o empresário buscando a revitalização para levar a empresa de volta às pistas. A Lola retornou em 2024, ingressando no Campeonato Mundial de Fórmula E de 2024–25, por meio de uma parceria técnica com a Yamaha, como fornecedora de trens de força para a equipe da Abt Sportsline que, posteriormente, teve a propriedade da licença de entrada da Fórmula E adquirida pela Lola e transformada na equipe Lola Yamaha ABT Formula E Team.
A construtora tinha o melhor chassis na década de 1960 para carros de corrida esporte. Ela já participou da Fórmula Dois, Fórmula 3000, A1GP, Formula Indy, Fórmula 5000 entre outras.

## História
A Lola Cars era uma marca do Grupo Lola, que combinava a antiga fabricante de barcos a remo Lola Aylings e a Lola Composites, especializada na produção de fibra de carbono.
A Lola foi adquirida por Martin Birrane em 1997 após a tentativa malsucedida da equipe MasterCard Lola na Fórmula 1. Após um período em administração de falência, a Lola Cars International encerrou suas atividades em 5 de outubro de 2012. O administrador, CCW Recovery Solutions, não conseguiu encontrar um comprador adequado e a empresa encerrou suas atividades em 5 de outubro de 2012, demitindo os últimos funcionários.
Em 16 de outubro de 2012, foi anunciado na imprensa que alguns ativos da Lola Cars foram adquiridos pela Multimatic Inc. e pela The Carl A. Haas Automotive Company. Além da compra de ativos, a Multimatic e a Haas obtiveram um acordo de licença para usar o nome e a propriedade intelectual da Lola Cars.
No final de 2021, o empresário estadunidense e piloto ocasional da IMSA, Till Bechtolsheimer — atual diretor-executivo da Arosa Capital Management, uma empresa de investimentos —, fez uma oferta e, posteriormente, em junho de 2022, concluiu a compra de todos os ativos da experiente construtora de carros de corrida Lola Cars, cujos ativos incluem além da própria marca, marcas registradas, propriedade intelectual e o Centro Técnico Lola (com túnel de vento). Posteriormente, Bechtolsheimer deixou claro que tinha a intenção de restabelecer a empresa dentro de dois anos. Ele expressou a ambição de ter um carro na pista no período entre 2024 e 2025. Bechtolsheimer dirigiu um carro da Lola pela primeira vez em novembro de 2022 — um Mk1 de 1958 no Harris Hill Raceway. Com o objetivo de Bechtolsheimer sendo levar a Lola de volta à proeminência na indústria do automobilismo após ela ter encerrado as operações em 2012 em meio a dificuldades financeiras. Em outubro de 2024, a Lola adquiriu a Paceteq, uma empresa de tecnologia de dados e software da indústria automotiva em sua tentativa de acelerar seu desenvolvimento após entrar na Fórmula E.

## Fórmula 1
A Lola resistiu a fazer uma inscrição como construtor na Fórmula 1 por muitos anos, contentando-se em fabricar carros em nome de outros participantes. A primeira inscrição de construtor da Lola em 1997 levou diretamente à ruína financeira da empresa.

### Bowmaker e Parnell
A Lola fez sua primeira incursão na Fórmula 1 em 1962, fornecendo carros Lola Mk4 para a Bowmaker-Yeoman Racing Team de Reg Parnell, com John Surtees e Roy Salvadori como pilotos. Uma medida de sucesso foi imediata, com o carro de Surtees conquistando a pole position em sua primeira corrida do Campeonato Mundial, mas embora pontos fossem frequentemente marcados, vitórias em Grandes Prêmios do Campeonato iludiram a equipe. Após a retirada de Bowmaker, Parnell continuou a gerir os carros privadamente. O piloto Bob Anderson deu ao Mk4 sua última vitória, no Grande Prêmio de Roma de 1963, que não era válido para o Campeonato. No entanto, não foi encontrada consistência, e depois de apenas duas temporadas, a Lola abandonou os carros de Fórmula 1 naquele momento.

### Honda RA300 e RA301
Em 1967, a Lola auxiliou a Honda Racing e John Surtees com o projeto do carro de Fórmula 1. O projeto de chassi com excesso de peso provocado pelos especialistas em motores da Honda foi abandonado, e um monocoque Lola Indianapolis de 1966 (Lola T90) foi usado como base para um carro com motor Honda. O Honda RA300 resultante foi chamado de "Lola T130" pela Lola Cars, não oficialmente chamado de "Hondola" pela imprensa, e era suficientemente leve e potente para vencer o Grande Prêmio da Itália de 1967.

### Embassy Hill
Perto do fim de sua longa carreira, Graham Hill para atrair pilotos de fábrica; com a visão de encontrar um piloto e um futuro como dono de equipe, ele estabeleceu sua própria equipe apoiada pela marca de cigarros Embassy. Após um 1973 malsucedido com um a Shadow como cliente, a equipe encomendou seus próprios carros para a Lola. O T370 foi amplamente baseado nos carros de Fórmula 5000 da época e parecia semelhante aos carros F5000 da Lola, embora ostentasse uma caixa de ar maior. O carro Hill GH1 foi desenvolvido por Andy Smallman em 1975, mas o primeiro projeto interno da equipe, o Hill GH2, permaneceu sem corrida quando Hill, Tony Brise, Smallman e vários outros membros da equipe morreram em um acidente aéreo em novembro de 1975.

### Haas Lola
O programa de Fórmula 1 Haas Lola era extremamente promissor, financiado por um grande conglomerado industrial estadunidense, Beatrice Foods, e administrado pelo altamente experiente Teddy Mayer, com a promessa de motores Ford de fábrica, mas era lisonjeiro para enganar. O belo carro, projetado principalmente por Neil Oatley, era quase um Lola; o nome foi usado principalmente porque a Haas era a concessionária estadunidense da Lola, embora Eric Broadley tivesse algum envolvimento com o carro. Alan Jones foi tentado voltar da aposentadoria para pilotá-lo em corridas de Fórmula 1 no final da temporada de 1985, com Patrick Tambay se juntando em um segundo carro em 1986. Um motor turboalimentado Ford-Cosworth de fábrica foi prometido, mas isso não se materializou até 1986 e as antigas unidades Hart de quatro cilindros foram usadas. Carro, motor, pilotos e patrocinadores eram todos problemáticos e a equipe fechou após a temporada de 1986 com a maioria de seus ativos (incluindo a fábrica) sendo vendida para Bernie Ecclestone. Em um ponto durante a temporada, Ecclestone informou à equipe Haas Lola que "seu piloto" (Riccardo Patrese) estaria no carro na próxima etapa; Ecclestone estava interessado principalmente em adquirir os motores Ford como uma substituição para as unidades BMW nos carros de sua equipe Brabham, mas o fabricante vetou isso, oferecendo os motores para a Benetton. Ele usou a fábrica da equipe para construir o malfadado Alfa Romeo "ProCar" (uma série de carros de turismo "bolha de corrida" com mecânica e motores no estilo Fórmula 1).

### Larrousse e Calmels
O programa Larrousse & Calmels foi inicialmente muito mais discreto do que o esforço anterior. Começando com um carro simples com motor Cosworth baseado nas tecnologias F3000 da Lola, a equipe francesa construiu uma reputação estável na Fórmula 1 normalmente aspirada a partir de 1987. Eles atraíram o motor Lamborghini V12 para 1989 e, uma vez que o carro projetado por Chris Murphy estava em operação, obtiveram alguns bons resultados com Éric Bernard e Aguri Suzuki. A equipe teve alguns problemas após a prisão de Didier Calmels pelo assassinato de sua esposa, mas continuou em um nível ligeiramente mais baixo com o motor Cosworth novamente. Porém, devido a irregularidades com a entrada da equipe na Fórmula 1 em 1990 (os carros foram inscritos como Larrousses, mas eram realmente Lolas), a mesma perdeu todos os seus pontos no Campeonato de Construtores – o que promoveu a equipe Ligier politicamente bem conectada a uma posição no Campeonato de Construtores que lhes deu benefícios significativos da FIA.

### Escuderia Itália
O programa da Scuderia Italia foi um desastre desde o início. Anteriormente, a equipe havia se saído razoavelmente bem com o chassi Dallara, mas recorreu à Lola em 1993. Impulsionada por motores Ferrari de clientes, tanto o motor quanto o carro pareciam estar bem fora do ritmo, Michele Alboreto e Luca Badoer lutavam para se classificar para as corridas. Badoer terminou em sétimo no Grande Prêmio de San Marino de 1993, uma corrida de alto desgaste, para marcar o melhor resultado do chassi Lola da temporada. A equipe se retirou da Fórmula 1 antes das duas últimas corridas da temporada. Ela se fundiu parcialmente com a Minardi em 1994.

### MasterCard Lola
A Lola pretendia originalmente entrar na Fórmula 1 por conta própria em 1998, mas a pressão do patrocinador principal MasterCard fez com que a Lola estreasse seu novo carro um ano antes, em 1997, como MasterCard Lola. O modelo de patrocínio era curioso, vinculado tanto à filiação da MasterCard a um "clube" quanto aos resultados — algo que uma equipe de Fórmula 1 de primeiro ano geralmente acha difícil de alcançar. Um motor V10 personalizado da Al Melling seria instalado nos carros, que inicialmente começaram a correr equipados com motores Ford-Cosworth ED V8 de baixa potência.
Os carros tinham muitos problemas, o pior era a aerodinâmica — eles nunca tinham sido testados em um túnel de vento quando chegaram à Austrália, o que naquela época era impensável. O carro tinha falhas fundamentais, e a falta de tempo no túnel de vento o tornou ainda menos competitivo. Apesar dos problemas do carro, a equipe estava confiante de que poderia terminar à frente de algumas das outras equipes. Os resultados foram desastrosos, os carros estavam bem fora do ritmo e não eram mais rápidos do que os carros de Fórmula 3000 da Lola. Depois de apenas uma corrida, os patrocinadores desistiram; a equipe apareceu para a segunda corrida no Brasil, mas os carros não terminaram uma etapa e esse foi o fim da história da MasterCard Lola. Pouco depois, toda a Lola Car Company entrou em recuperação judicial. A empresa foi salva por meio da compra e do pacote de resgate em dinheiro de Martin Birrane.

## Fórmula E
A Lola ingressou no Campeonato Mundial de Fórmula E na temporada de 2024–25 com sua equipe de fábrica, a Lola Yamaha ABT Formula E Team.

### Lola Yamaha ABT
Em março de 2024, foi anunciado que a Lola retornaria às corridas de monopostos na temporada de 2024–25 do Campeonato Mundial de Fórmula E da FIA como fornecedora de trem de força em uma parceria técnica com a fabricante japonesa Yamaha, com a Lola e a Yamaha iniciando o desenvolvendo de um trem de força de Fórmula E, sob os regulamentos Gen3 Evo. Com a Lola sendo a fabricante registrada de trem de força e a Yamaha sua parceira técnica. O lado da Lola no projeto recrutou várias figuras-chave das corridas elétricas e/ou com passagens na Fórmula 1, como seu diretor de automobilismo Mark Preston, que além de ter trabalhado para as equipes de Fórmula 1 da Arrows, da McLaren e da Super Aguri, foi chefe de equipe da DS Techeetah quando a equipe ganhou títulos consecutivos na Fórmula E. A Lola e a Yamaha desenvolveram um trem de força elétrico completo para seu carro de Fórmula E, incluindo o software. Algumas peças foram adquiridas de fornecedores, como o motor elétrico do trem de força traseiro da Helix e a caixa de câmbio da Xtrac. Preston confirmou que a Lola ainda estava terceirizando sua codificação de software, mas que estava trabalhando para "trazer expertise para a empresa" conforme o projeto avança. De acordo com Preston, a Lola e a Yamaha já vinham colaborando no desenvolvimento do trem de força por mais de 18 meses. Durante esse tempo, a Lola construiu uma equipe de profissionais experientes em automobilismo, como o experiente engenheiro de design das equipes de Fórmula 1 da Williams, McLaren e Toyota, Mark Tatham (diretor técnico), o ex-diretor técnico da HWA, Michael Wilson (diretor administrativo) e o ex-engenheiro de Fórmula 1 da Ferrari e McLaren, Dieter Gundel (chefe de sistemas de controle).
No mês de abril, a Lola anunciou que havia formado um acordo para fornecer trens de força para a equipe da companhia de tuning pertencente a Hans-Jürgen Abt, a Abt Sportsline, a partir da temporada de 2024–25. Equipe esta que foi fundada em 2014 pela Abt Sportsline sob a bandeira Audi Sport e era denominada Audi Sport ABT Formula E Team — mas com a equipe sendo totalmente integrada na Team Abt Sportsline e sediada em Kempten, na Alemanha —, para participar da temporada inaugural da Fórmula E. Após passar uma temporada longe da Fórmula E, devida a retirada da Audi da categoria no final da temporada 2020–21, a Abt Sportsline anunciou seu retorno a disputa da Fórmula E a partir da temporada 2022–23 com sua equipe sendo nomeada de ABT CUPRA Formula E Team. Após o acordo com a Lola, a equipe foi, posteriormente, transformada na Lola Yamaha ABT Formula E Team. Com isso, os testes de pista do trem de força de Fórmula E da Lola-Yamaha começando na segunda metade de 2024. A Lola tem uma instalação em Silverstone onde suas operações de teste são baseadas. Com o ex-gerente da equipe DS Techeetah e Mahindra Racing, David Clarke, liderando esse lado do programa como diretor de operações da Lola.
Em agosto de 2024, a Lola contratou o ex-projetista das equipes de Fórmula 1 da Super Aguri e da McLaren, Peter McCool, como seu novo diretor técnico para liderar o departamento de design antes de seu retorno ao automobilismo internacional no final de 2024. Para acomodar sua chegada, a Lola realizou uma pequena reorganização da equipe de bastidores, com McCool substituindo Mark Tatham — que foi mantido como consultor — e, passando a trabalhar com a alta gerência da empresa, incluindo Michael Wilson e o antigo parceiro de McCool nas equipes Aguri de Fórmula 1 e de Fórmula E, Mark Preston. Sendo a sua segunda passagem pela Lola, McCool trabalhou como projetista sênior de 2009 a 2012, quando foi contratado para trabalhar no projeto frustrado da Lola para ingressar na Fórmula 1, que foi implementado pelo então proprietário Martin Birrane para a temporada de 2010. McCool assumiu seu novo cargo no dia 2 de setembro, onde basicamente assumiu as funções de Tatham.
Em novembro do mesmo ano, foi divulgado que a Lola Cars havia adquirido a propriedade da licença de entrada da Fórmula E da equipe Lola Yamaha Abt Formula E Team, que era de propriedade da Abt Sportsline, mas com a Abt permanecendo como o elemento operacional da equipe.
A equipe manteve Lucas Di Grassi e substituiu Nico Müller por Zane Maloney para a disputa da temporada de 2024-25.

## Resultados

### Fórmula E
(legenda) (resultados em negrito indicam pole position; resultados em itálico indicam volta mais rápida)
| 2023–24: ABT CUPRA Formula E Team | 2023–24: ABT CUPRA Formula E Team | 2023–24: ABT CUPRA Formula E Team | 2023–24: ABT CUPRA Formula E Team | 2023–24: ABT CUPRA Formula E Team | 2023–24: ABT CUPRA Formula E Team | 2023–24: ABT CUPRA Formula E Team | 2023–24: ABT CUPRA Formula E Team | 2023–24: ABT CUPRA Formula E Team | 2023–24: ABT CUPRA Formula E Team | 2023–24: ABT CUPRA Formula E Team | 2023–24: ABT CUPRA Formula E Team | 2023–24: ABT CUPRA Formula E Team | 2023–24: ABT CUPRA Formula E Team | 2023–24: ABT CUPRA Formula E Team | 2023–24: ABT CUPRA Formula E Team | 2023–24: ABT CUPRA Formula E Team | 2023–24: ABT CUPRA Formula E Team | 2023–24: ABT CUPRA Formula E Team | 2023–24: ABT CUPRA Formula E Team | 2023–24: ABT CUPRA Formula E Team | 2023–24: ABT CUPRA Formula E Team | 2023–24: ABT CUPRA Formula E Team | 2023–24: ABT CUPRA Formula E Team | 2023–24: ABT CUPRA Formula E Team |
| Ano                               | Nome                              | Chassis                           | Trem de força                     | Pneus                             | N.°                               | Pilotos                           | 1                                 | 2                                 | 3                                 | 4                                 | 5                                 | 6                                 | 7                                 | 8                                 | 9                                 | 10                                | 11                                | 12                                | 13                                | 14                                | 15                                | 16                                | Pontos                            | Class.                            |
| --------------------------------- | --------------------------------- | --------------------------------- | --------------------------------- | --------------------------------- | --------------------------------- | --------------------------------- | --------------------------------- | --------------------------------- | --------------------------------- | --------------------------------- | --------------------------------- | --------------------------------- | --------------------------------- | --------------------------------- | --------------------------------- | --------------------------------- | --------------------------------- | --------------------------------- | --------------------------------- | --------------------------------- | --------------------------------- | --------------------------------- | --------------------------------- | --------------------------------- |
| 2024–25                           | Lola Yamaha ABT Formula E Team    | Spark Gen3                        | Lola-Yamaha T001                  | H                                 |                                   |                                   | SPL                               | MEX                               | GID                               | GID                               | MIA                               | MON                               | MON                               | TOQ                               | TOQ                               | XAN                               | XAN                               | JAC                               | BER                               | BER                               | LON                               | LON                               | 0*                                | º*                                |
| 2024–25                           | Lola Yamaha ABT Formula E Team    | Spark Gen3                        | Lola-Yamaha T001                  | H                                 | 11                                | Lucas Di Grassi                   |                                   |                                   |                                   |                                   |                                   |                                   |                                   |                                   |                                   |                                   |                                   |                                   |                                   |                                   |                                   |                                   | 0*                                | º*                                |
| 2024–25                           | Lola Yamaha ABT Formula E Team    | Spark Gen3                        | Lola-Yamaha T001                  | H                                 | 22                                | Zane Maloney                      |                                   |                                   |                                   |                                   |                                   |                                   |                                   |                                   |                                   |                                   |                                   |                                   |                                   |                                   |                                   |                                   | 0*                                | º*                                |

Notas
* Temporada ainda em andamento.
† – Não completaram a prova, mas foram classificados pois concluíram 90% da prova.
G – Volta mais rápida na fase de grupos da classificação.